# Martin Heidegger. Catolicismo, revolución y nazismo
Martin Heidegger. Catolicismo, revolución y nazismo es una biografía de Martin Heidegger escrita por Guillaume Payen, publicada en 2016 y traducida al alemán, inglés y español.

## Destinos cambiantes
El subtítulo Catolicismo, revolución y nazismo hace referencia a los «destinos cambiantes de Heidegger». Con el término destino, G. Payen quiere « dar cuenta del juego de las determinaciones sociales », de la propia creencia de Heidegger en « una providencia que regula el curso del mundo unida a los destinos que él mismo se fijó a lo largo de su vida. Constreñidos porque son a la vez externos e internos, estos destinos son asimismo cambiantes: la vida no es lineal más que a posteriori, cuando un examen rápido borra el efecto del azar y de la lucha de fuerzas opuestas. » 

### Los destinos nazis de Heidegger
Incluso antes de su conversión al nazismo, Heidegger compartía elementos con él: una ideología de Sangre y Suelo, antisemitismo, juvenilismo y una ética de la responsabilidad tomada del Movimiento Juvenil (Deutsche Jugendbewegung). Desde 1930, lee el periódico nazi Völkischer Beobachter. Heidegger ve en el nazismo un instrumento para su propia revolución: tras una revolución institucional, una revolución cultural. A pesar de sus críticas al nivel de los nazis, se muestra receptivo a la violenta propaganda del NSDAP, similar a su propia «polemología» (p. 202). Comparte la «religión secular» del nazismo, su culto a la personalidad, su principio del jefe, su juvenilismo. Su irreligión y su anticatolicismo le acercaban a Baeumler y Rosenberg.
Su rectorado fue una desilusión: se encontró con la realidad concreta del nazismo, de la «jungla del Tercer Reich», la agitación de los estudiantes y de las SA, como se la encontró el mismo Hitler en el mismo momento, antes de la Noche de los cuchillos largos. Tras su rectorado, siguió con una serie de proyectos educativos como la Academia Prusiana de Profesores. A continuación, se convirtió a la idea de que el papel del nazismo era provocar una gran catástrofe, una destrucción de la modernidad por la modernidad: creía ver “la participación del nazismo en la Historia del ser y de la metafísica, entendida, siguiendo a Nietzsche y a El Trabajador de Ernst Jünger, como la lucha técnica por la dominación universal que tendía al completo desarraigo de la existencia moderna. "Solo más tarde tuvo lugar la revolución filosófica de Heidegger. Si bien es marginal en el nazismo, es el «signo de la subsistencia de un cierto grado de libertad en el seno del Tercer Reich». Después de la guerra, no cambió fundamentalmente de ideas.

## Recepción
Esta biografía fue ampliamente recibida, incluso fuera de Francia. La recepción norteamericana ha sido elogiosa: este libro es según Richard Polt, al igual que Gregory Fried y Thomas Sheehan, “ la mejor biografía actual ». En Le Monde, Nicolas Weill ha escrito: «El interés del libro reside [...] en su ambición de insertar a Heidegger y su filosofía en su contexto histórico alemán». Las primeras críticas en Alemania atestiguan, a priori, una acogida favorable del libro, saludándolo como una biografía bien elaborada, que se distingue de obras anteriores por ofrecer un análisis fino, con notable claridad y estilo. Rainer Hudemann la considera como «la primera gran biografía de Heidegger que une estrechamente los métodos y conocimientos de la historiografía con los desarrollos filosóficos y que, al mismo tiempo, a la inversa, partiendo de este contenido filosófico, conduce al análisis histórico hasta el más mínimo detalle».
No todos los comentaristas se muestran tan elogiosos: para Patrice Bollon, «si pasamos por alto sus aspectos charlatanes y patanes [...], este adoquín de casi 700 páginas no es más que una buena síntesis de lo que hoy sabemos de Heidegger»: se trata de «una obra sin genio, pero muy simple y clara». En cuanto a Eryck de Rubercy, ve en él sobre todo un « nueva acusación contra Heidegger ».

## Premio
Este libro recibió el premio Maurice-Baumont 2016 de la Academia de Ciencias Morales y Políticas  .

## Ediciones
- Martin Heidegger. Catholicisme, révolution, nazisme, Paris, Éditions Perrin, 2016, 679 pages.
- Heidegger. Die Biographie, trad. Walther Fekl, WBG, 2022.
- Martin Heidegger's Changing Destinies. Catholicism, Revolution, Nazism, trad. Jane Mary Todd et Steven Rendall, Yale UP, 2023.
- Martin Heidegger. Catolicismo, revolución y nazismo, traducido del francés por Fernando Montesinos Pons y Miguel Montes, Santander, Sal Terrae, “Panorama”, 2024, 720 páginas.